# Jardins plaça de Clarà (Olot)
Els jardins plaça de Clarà també conegut com el Parc Vell és una plaça enjardinada a la ciutat d'Olot (Garrotxa) protegida com a bé cultural d'interès local. Va ser projtecta pel mestre d'obre Joan Cordomí i Bosch el 1868 sobre els terrenys de l’antic convent de caputxins. El mateix jardí va ser estrenat el 1925.
Dins el conjunt arquitectònic de la plaça de Clarà se situen els jardins i l'espai pròpiament, envoltat per la xarxa viària. Dins la plaça es projecta un jardí enlairat i tancat per una barana de balustres. A l'interior la composició dels jardins és simètrica i radial, es produeixen parterres regulars que ordenen la circulació dels vianants formant una petita placeta al centre amb un estany i una font de copa enmig d'un espai el·líptic. Hi ha diversos arbres a l'interior i plàtans en filera a l'exterior.